# N-Acetilglükózamin

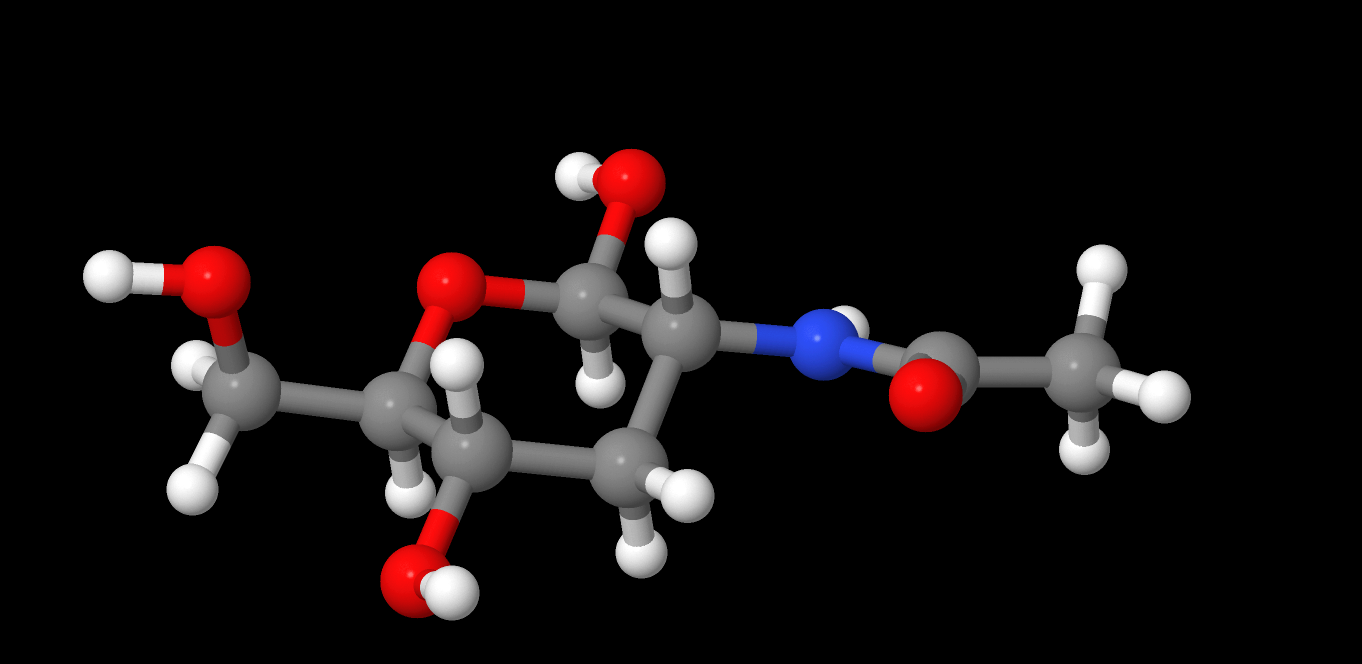
N-Acetilglükózamin-molekula

Az N-acetilglükózamin (GlcNAc) a glükóz amidszármazéka. A glükózamin és az ecetsav közti szekunder amin. Számos biológiai rendszerben fontos.
A baktériumok sejtfalát alkotó biopolimer része, mely váltakozó GlcNAc- és N-acetilmuraminsav-egységekből áll, melyek a MurNAc tejsavrészénél oligopeptideken keresztül keresztkötéseket létesítenek. E szerkezet a peptidoglikán, korábbi nevén murein.
A GlcNAc az ízeltlábúak, például a rovarok és a rákok külső vázát, a puhatestűek radulájának, a fejlábúak rostrumának és a legtöbb gomba sejtfalának fő alkotója, a kitin monomerje.
Glükuronsavval polimerizálva hialuronsavat alkot.
A GlcNAc az elasztáz felszabadulását humán granulocitákból 8–17%-kal csökkenti, de ez kisebb, mint az N-acetilgalaktózaminé (92–100%).

## Orvosi használat
Vizsgálták autoimmun betegségek kezelésében, 2011-es és 2023-as kísérletek sikerről számoltak be.

## O-GlcNAc-iláció
Az O-GlcNAc-iláció egy GlcNAc-egység hozzáadása egy fehérje szerinjéhez vagy treoninjához. A foszforilációhoz hasonlóan az N-acetilglükózamin hozzáadása vagy eltávolítása aktiválja, illetve deaktiválja az enzimeket és a transzkripciós faktorokat. Ezek gyakran azonos szerinért/treoninért versenyeznek. Az O-GlcNAc-iláció gyakoribb a kromatinon, és stresszválasznak tekintik.
A hiperglikémia növeli az O-GlcNAc-ilációt, inzulinrezisztenciát okozva. Ez az O-GlcNAc-iláció diszfunkciója. Az O-GlcNAc-iláció csökkenése összefügg a kognitív hanyatlással. Idős egerekben az O-GlcNAc-iláció növekedése a hippocampusban javítja a tértanulást és a memóriát.

## Fordítás
Ez a szócikk részben vagy egészben  a   N-Acetylglucosamine című angol Wikipédia-szócikk ezen változatának fordításán alapul.  Az eredeti cikk szerkesztőit annak laptörténete sorolja fel. Ez a jelzés csupán a megfogalmazás eredetét és a szerzői jogokat jelzi, nem szolgál a cikkben szereplő információk forrásmegjelöléseként.